# 11997 Fassel
11997 Fassel è un asteroide della fascia principale. Scoperto nel 1995, presenta un'orbita caratterizzata da un semiasse maggiore pari a 3,0063991 UA e da un'eccentricità di 0,0697813, inclinata di 9,26915° rispetto all'eclittica.